# Nachtegiel
Nachtegiel was een radioprogramma op 3FM van omroep VARA. Het werd elke vrijdag op zaterdagnacht uitgezonden tussen 01.00 en 04.00 uur en gepresenteerd door Giel Beelen.
Het programma bestond uit veel reacties en verhalen van luisteraars en de - volgens Beelen en Gerard Ekdom - leukste liedjes van het moment uit de Freak 11. Vaste items uit het programma waren onder meer Peter de ranzige dichter, Ad uit Zwijndrecht en De Avonturen van Tim.
Toen in november 2006 een achtdelige documentaireserie over de voorbereidingen van de jaarlijkse Serious Request-actie werd uitgezonden op Nederland 3, werd tevens de nacht van vrijdag op zaterdag ingeruimd voor enkele uren live televisie vanuit de 3FM-studio. Hierdoor veranderde Nachtegiel (samen met Ekdom In De Nacht) van een radioprogramma in een radio- en tv-programma. Na de Serious Request-actie stopten deze uitzendingen voor enige tijd, maar waren vanaf 24 februari 2007 weer wekelijks te zien.
Als Beelen een nacht niet kon, dan werd hij vervangen door Michiel Veenstra, Domien Verschuuren of Sander Hoogendoorn. Tot januari 2009 was Fetish Diva Ancilla Tilia regelmatig Giel Beelens sidekick en verzorgde ze het zogeheten "Sexy-News".

## Trivia
- Tussen 1999 en 2000 maakte Beelen voor de NOS Nachtegieltje.
- Gedurende 2013 kwam Giel steeds minder opdagen, en is uiteindelijk gestopt. Daarmee is het programma omgedoopt tot Freaknacht, met wisselende presentatoren.

21 Jaar TROS Pop · 3FM BPM: MinistryOfBeats · 3FM Weekend Request · 3voor12Radio · AdreneLine · Altijd de eerste · ...And all that jazz · Andres · Angelique · Angeliques Afternoon · Annemieke Hier · Annemieke Plays · Anoûl · Arbeidsvitaminen · De Avondspits · De avonturen van Mark · Barend · Barend & Benner · Barend en Wijnand · De Bende van Van der Lende · De Boem Boem Disco Show · The Breakfast Club · Claudia d'r op · Club Carter · Curry en Van Inkel · De Dansbar · Dansen met Delsing · Dit is Domien · Domien, Jouw Ochtendshow · ... & dit is Claudia · Ekstra Weekend · Eva · Eva en Giel · Evers staat op · Frank & Eva: Welkom bij de club! · Franks feestje · GIEL · Harm dB · Hein · Herman · Het Betere Werk · Hier! · Jamie · Jan-Paul · Jasper · Joost · Jorien · Kaat tot Laat · Kevin · Lang leve het weekend! · LEX · Lieke · Markplaats · Mark + Rámon · Mega Top 30 · Michiel · Obi · De ochtenddienst · Olivier · De Orde van de Nacht · Parels van de nacht · Partij voor de Vrijdag · (P)laatwerk · RabRadio · Radio op 'n broodje · Rob · Rob & Wijnand en de Ochtendshow · Sanderdome · Sanders Vriendenteam · Saskia en Olivier · Slapen is voor Losers! · Slapen kan altijd nog · De Steen en Been Show · Studio Saskia · Superrradio · Tannaz · Thijs · Timur op 3FM · Vera on Track · Vier Sas! · Vrij · Weekend Wijnand · Wijnand · @Work · Xnoizz
Afslag Thunder Road (NPO Radio 6) · Componist van de week (NPO Radio 4) · De Heer Ontwaakt! (NPO Radio 2) · GIEL (NPO 3FM) · Het Circus Jeroen Bosch (NPO Radio 2) · Over de schutting (NPO Radio 1) · Pianistenuur (NPO Radio 4) · Radio Kassa (NPO Radio 1) · Spijkers met koppen (NPO Radio 2) · Vroege Vogels (NPO Radio 1)